# Bilou (mouvement)
Pour les articles homonymes, voir Bilou.
Bilou (ביל"ו) est le nom d'un groupe de jeunes juifs russes pionniers dans le mouvement d'installation des Juifs en Terre d'Israël à la fin du XIXe siècle. Le nom Bilou est tiré des initiales d'un verset du livre d'Isaïe (2,5) Beït Yaakov Léḥou Vénelḥa (« maison de Jacob, allons et marchons »).
Le Bilou est fondé le 21 janvier 1882 en Russie par des jeunes gens et des étudiants, sous l'impulsion d'Israel Belkind à la suite des pogroms ayant visés les Juifs du sud de la Russie en 1881. Alors que la jeunesse juive était plutôt partisane de l'assimilation, ce mouvement réagit au pogrom en prônant le nationalisme et le retour en Terre d'Israël dans le but de s'y installer et d'y créer un état juif. 
Les principes du Bilou tiennent dans le « renouveau politico-économique, nationalo-spirituel du peuple hébreu en Syrie et en Terre d'Israël », dans la renaissance de la langue hébreu et dans la réalisation personnelle. Le mouvement compte à ses débuts 500 membres issus pour la plupart des sphères intellectuelles juives de Russie et des partisans de l'idéal socialiste, qui jusqu'aux pogromes de 1881, se tenaient très éloignés de leurs origines et de tout domaine concernant les Juifs et qui depuis ont été conquis par les idées du Retour à Sion.
Le premier groupe d'émigrants Bilouïm est composé de 14 personnes, dont une fille. Il arrive à Jaffa le 6 juillet 1882, précédé  par Yaakov Shertok, le père de Moshé Sharett. Leur but est de créer un village agricole communautaire. Un second groupe les rejoint en 1884, composé de 34 personnes dont 4 filles. L'arrivée de ces 48 Bilouïm est vue par les historiens comme le départ de la première aliyah sioniste.
Les premiers des Bilouïm étudient tout d'abord à l'école agricole l'Alliance israélite universelle de Mikvé-Israël, puis passent à Rishon LeZion.
Les difficultés économiques, le chômage, les faibles salaires, les maladies, l'hostilité de l'ancien Yishouv religieux, l'impuissance des membres de la jeune organisation Amants de Sion d'Europe à venir en aide à leurs frères du Bilou, la politique des autorités ottomanes et les tensions internes au mouvement amènent à la déception et à l'abandon d'un bon nombre de Bilouïm. Certains rentrent en Russie ou émigrent aux États-Unis. Des 48 pionniers du Bilou arrivés jusqu'en 1884, seuls 20 résisteront. Le Bilou est à l'origine de la création de la ville de Guedera.